# Walter Byron
Jacob Walter "Wally" Byron, född 2 september 1884 i Winnipeg, Manitoba, död 22 december 1971 i Winnipeg, var en kanadensisk ishockeymålvakt. Han blev olympisk guldmedaljör i Antwerpen 1920.
1920 vann Byron även Allan Cup, som kanadensiska amatörmästare, med Winnipeg Falcons.

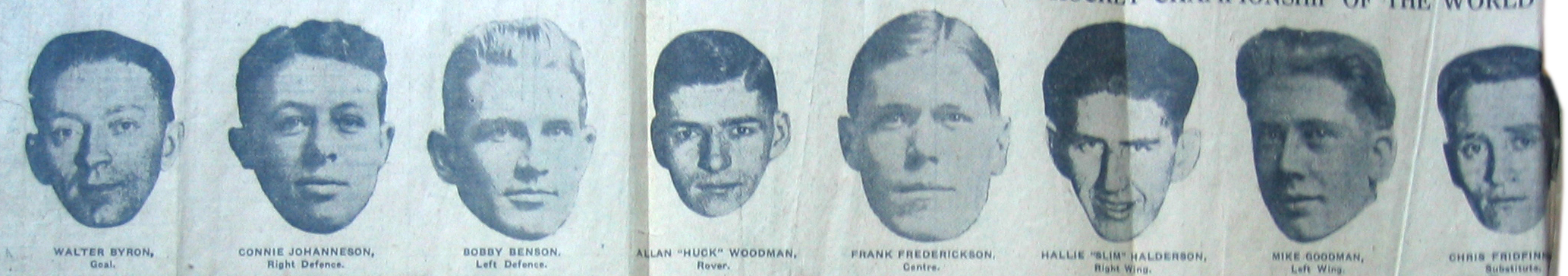
Walter Byron, längst till vänster, med det kanadensiska OS-laget 1920.